# Victoria Jiménez Kasintseva
Victoria Jiménez Kasintseva (født 9. august 2005 i Andorra) er en professionel kvindelig tennisspiller fra Andorra.